# LU rozklad
LU rozklad matice je způsob, jak zapsat tuto matici jako součin dvou dalších matic, z nichž jedna (L z anglického lower) je v dolním trojúhelníkovém tvaru a má na celé hlavní diagonále číslo jedna a druhá (U z anglického upper) je v horním trojúhelníkovém tvaru a na hlavní diagonále má pouze nenulové prvky.

## Definice
Mějme {\displaystyle A} regulární čtvercovou matici nad libovolným tělesem, u které není třeba při Gaussově eliminaci prohazovat řádky. Pak existují také regulární matice {\displaystyle L} a {\displaystyle U}, jsou určeny jednoznačně a platí pro ně následující tvrzení
- {\displaystyle A=LU}
- {\displaystyle L} je dolní trojúhelníková matice s jedničkami na celé hlavní diagonále.
- {\displaystyle U} je horní trojúhelníková matice s nenulovými prvky na hlavní diagonále.

Tomuto součinu říkáme LU rozklad matice {\displaystyle A}.

Pokud nemáme matici {\displaystyle A} takovou, u které není třeba prohazovat řádky, pak lze využít rozklad {\displaystyle PA=LU}, kde {\displaystyle P} je permutační matice (taková, která vznikla z jednotkové postupnou záměnou sloupců). Taková matice nejdříve prohází řádky matice {\displaystyle A} a zbytek rozkladu zůstane stejný.

## Využití
Během výpočtu soustavy {\displaystyle Ax=b} může nastat situace, kdy se podařila najít dolní trojúhelníková matice {\displaystyle L} i horní trojúhelníková matice {\displaystyle U} tak, že {\displaystyle A=LU}.
Potom lze nahradit v této soustavě {\displaystyle LU} za {\displaystyle A} a označit {\displaystyle Ux=y}. Z toho plyne, že {\displaystyle LUx=b\Leftrightarrow Ly=b} a {\displaystyle Ux=y}.
To je užitečně, pokud máme sérii výpočtů, ve které se pravá strana {\displaystyle b} v jednotlivých případech mění, ale levá strana zůstává stejná. Toto řešení pomocí LU rozkladu je časově výhodnější než opakované počítání stejné soustavy.

## Příklad
{\displaystyle \mathbf {A} ={\begin{pmatrix}{1}&{3}&{-2}\\{4}&{2}&{8}\\{-3}&{1}&{0}\\\end{pmatrix}}={\begin{pmatrix}{1}&{0}&{0}\\{0}&{1}&{0}\\{0}&{0}&{1}\\\end{pmatrix}}{\begin{pmatrix}{1}&{3}&{-2}\\{4}&{2}&{8}\\{-3}&{1}&{0}\\\end{pmatrix}}=}
{\displaystyle ={\begin{pmatrix}{1}&{0}&{0}\\{4}&{1}&{0}\\{-3}&{0}&{1}\\\end{pmatrix}}{\begin{pmatrix}{1}&{3}&{-2}\\{0}&{-10}&{16}\\{0}&{10}&{-6}\\\end{pmatrix}}=}
{\displaystyle ={\begin{pmatrix}{1}&{0}&{0}\\{4}&{1}&{0}\\{-3}&{-1}&{1}\\\end{pmatrix}}{\begin{pmatrix}{1}&{3}&{-2}\\{0}&{-10}&{16}\\{0}&{0}&{10}\\\end{pmatrix}}=\mathbf {LU} }.